# Amir Mokri
Amir Mokri (en persan : امیر مکری) — né le 11 juin 1956 en Iran (lieu à préciser) — est un directeur de la photographie iranien.
Faisant carrière aux États-Unis, il est parfois crédité Amir M. Mokri.

## Biographie
Émigré aux États-Unis en 1977, Amir Mokri sort diplômé de l'Emerson College (Boston) en 1981, puis étudie à l'American Film Institute (Los Angeles) en 1982.
À partir de 1985, il est chef opérateur d'une trentaine de films américains (parfois en coproduction), dont Fenêtre sur Pacifique de John Schlesinger (1990, avec Melanie Griffith et Matthew Modine), Le Club de la chance de Wayne Wang (1993, avec France Nuyen et Lauren Tom), Lord of War d'Andrew Niccol (2005, avec Nicolas Cage et Ethan Hawke) et Man of Steel de Zack Snyder (2013, avec Henry Cavill et Amy Adams).
Son dernier film à ce jour est Superfly de Director X, 2018.

## Filmographie
- 1990 : Fenêtre sur Pacifique (Pacific Heights) de John Schlesinger
- 1990 : Blue Steel de Kathryn Bigelow
- 1991 : Bienvenue au club (Queens Logic) de Steve Rash
- 1991 : La Putain (Whore) de Ken Russell
- 1992 : Freejack de Geoff Murphy
- 1993 : Le Club de la chance (The Joy Luck Club) de Wayne Wang
- 1996 : Au-delà des lois (Eye for an Eye) de John Schlesinger
- 2000 : Coyote Girls (Coyote Ugly) de David McNally
- 2001 : Pas un mot (Don't Say a Word) de Gary Fleder
- 2002 : Salton Sea (The Salton Sea) de D. J. Caruso
- 2003 : Bad Boys 2 (Bad Boys II) de Michael Bay
- 2004 : Destins violés (Taking Lives) de D. J. Caruso
- 2005 : Lord of War d'Andrew Niccol
- 2008 : Angles d'attaque (Vantage Point) de Pete Travis
- 2008 : Benjamin Gates et le Livre des secrets (National Treasure: Book of Secrets) de Jon Turteltaub
- 2009 : Fast and Furious 4 (Fast & Furious) de Justin Lin
- 2011 : Transformers 3 : La Face cachée de la Lune (Transformers: Dark of the Moon) de Michael Bay
- 2011 : Le Dernier des Templiers (Season of the Witch) de Dominic Sena
- 2013 : Man of Steel de Zack Snyder
- 2014 : Transformers : L'Âge de l'extinction (Transformers: Age of Extinction) de Michael Bay
- 2014 : Good Kill d'Andrew Niccol
- 2015 : Pixels de Chris Columbus
- 2017 : L.A. Rush (Once Upon a Time in Venice) de Mark et Robb Cullen
- 2018 : Superfly de Director X
- 2019 : Murder Mystery de Kyle Newacheck
- 2020 : Feel the Beat d'Elissa Down
- 2022 : The First Lady (série) d'Aaron Cooley